# Cylindrus
Cylindrus é um género de gastrópode  da família Helicidae. 
Este género contém as seguintes espécies:
- Cylindrus obtusus